# Сони Пикчърс Анимейшън
Сони Пикчърс Анимейшън (на английски: Sony Pictures Animation) е американско анимационно студио, основано на 9 май 2002 г. от Sony Pictures Entertainment чрез подразпределението Sony Pictures Motion Picture Group. Филмите на студиото се разпространяват в световен мащаб от Sony Pictures Releasing през Columbia Pictures, докато всички видеоиздания се пускат от Sony Pictures Entertainment.
Първият филм от студиото, „Ловен сезон“ е пуснат на 22 септември 2006 г. Скорошните филми включват „Виво“ пуснат на 6 август 2021 г., „Хотел Трансилвания 4: Трансформания“ на 14 август 2022 г., „Спайдър-Мен: През Спайди-вселената (Част 1)“ на 7 октомври 2022 г. и „Спайдър-Мен: През Спайди-вселената (Част 2)“ през 2023 г.

## Поредици
| Заглавия                        | Филми | Късометражни филми | Телевизионни сезони | Премиери      |
| ------------------------------- | ----- | ------------------ | ------------------- | ------------- |
| Ловен сезон                     | 4     | 1                  | 0                   | 2006 – 2016   |
| Всички на сърф                  | 2     | 0                  | 0                   | 2007 – 2017   |
| Облачно, с кюфтета              | 2     | 4                  | 2                   | 2009 – 2018   |
| Смърфовете                      | 3     | 2                  | 0                   | 2011 – 2017   |
| Хотел Трансилвания              | 3     | 3                  | 2                   | 2012–настояще |
| Goosebumps                      | 2     | 0                  | 0                   | 2015 – 2018   |
| Спайдър-Мен: В Спайди-вселената | 1     | 1                  | 0                   | 2018 –        |